# Mini Clubman
Mini Clubman – samochód osobowy klasy subkompaktowej produkowany pod brytyjską marką Mini w latach 2007–2024.

## Pierwsza generacja

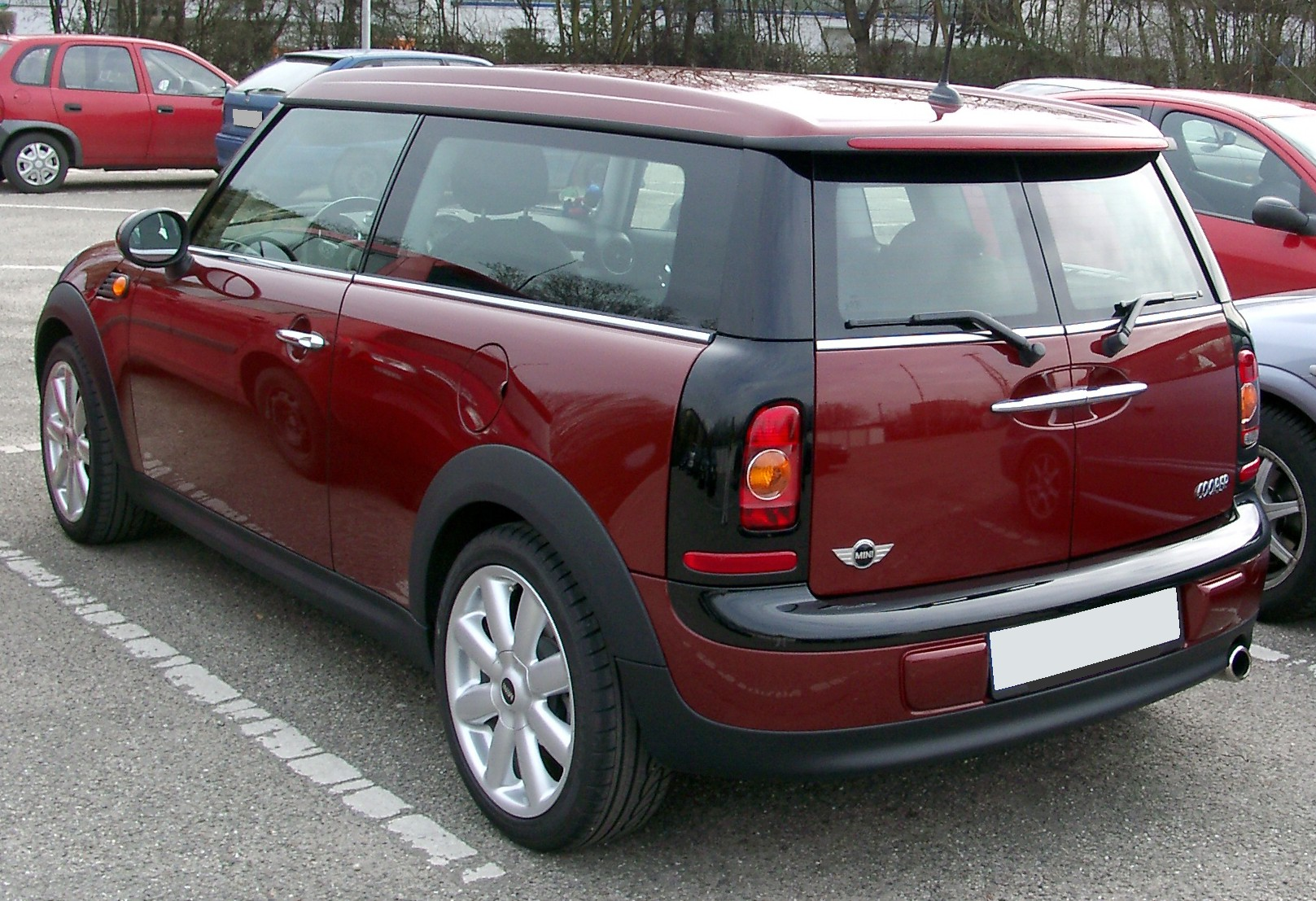
Mini Clubman I - tył

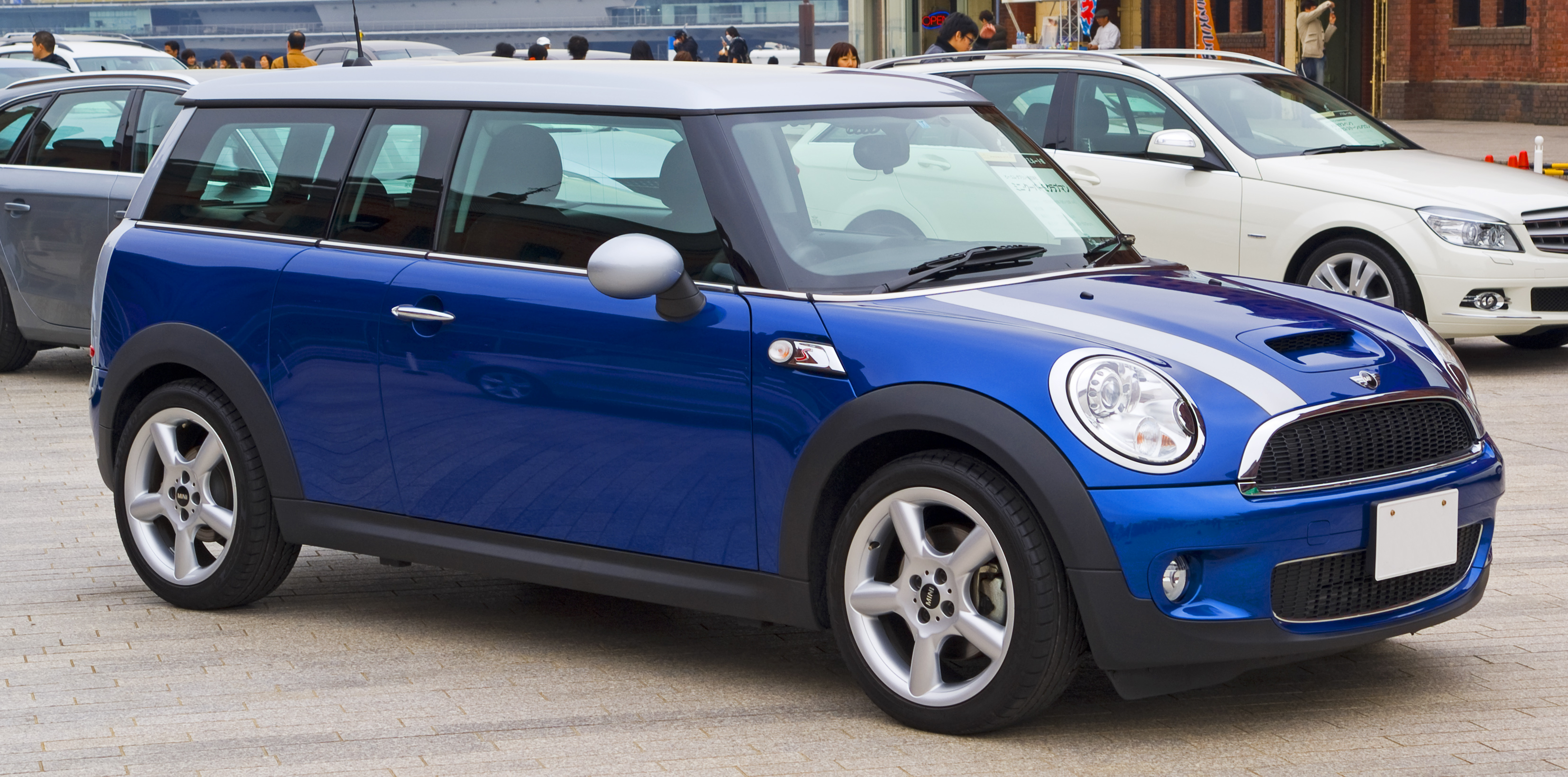
Mini Clubman I Cooper S

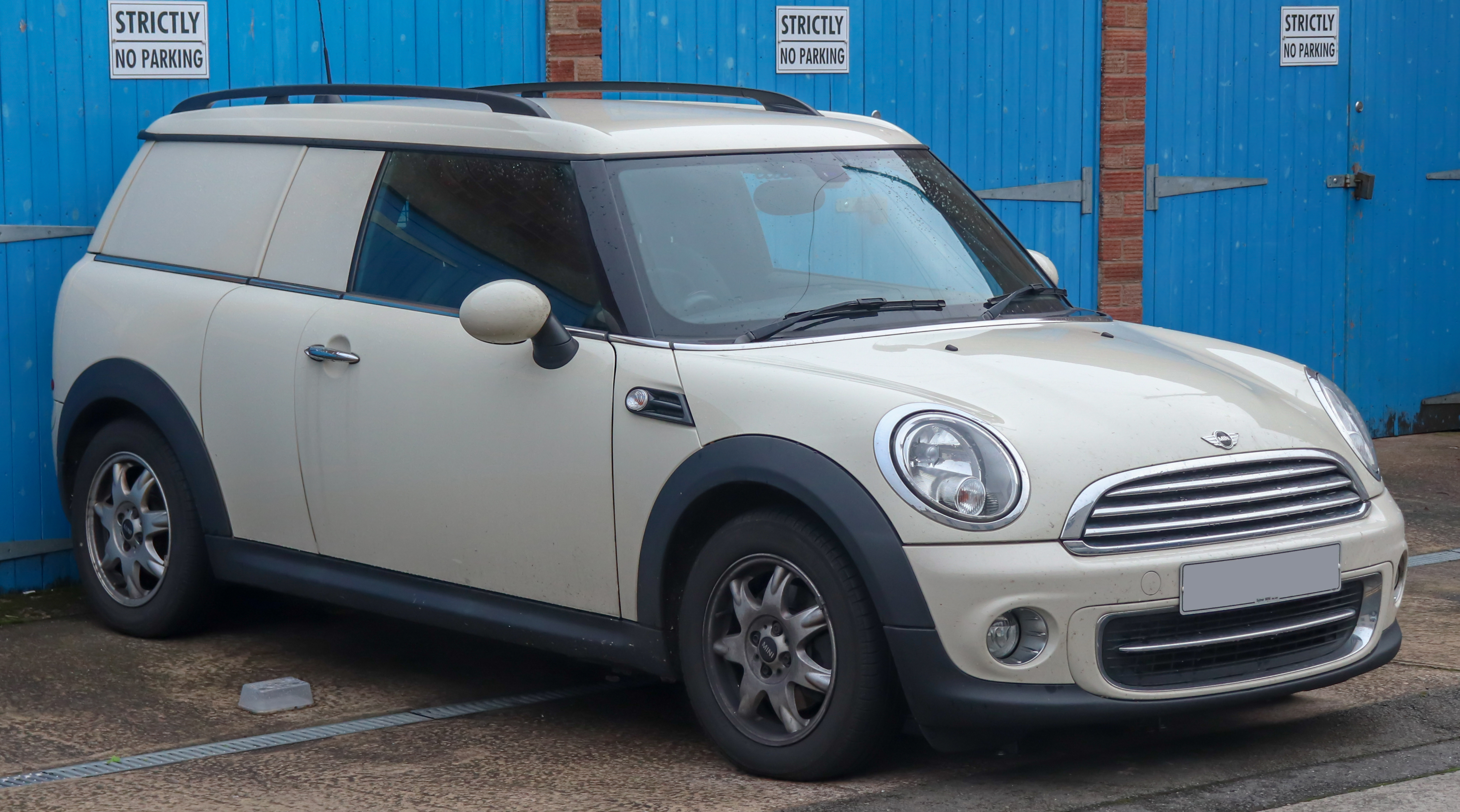
Mini Clubvan

Mini Clubman I został zaprezentowany po raz pierwszy w 2007 roku.
Clubman zadebiutował w październiku 2007 roku jako wersja kombi przedstawionej rok wcześniej drugiej generacji modelu Mini Hatch. Samochód jest dłuższy od pierwowzoru o 238 mm. W związku z czym pojemność bagażnika wzrosła o 100 l. Clubman nie jest szerszy od hatchbacka, ale jest nieco wyższy, w związku z czym pasażerowie zyskali więcej miejsca nad głową. Za wzrostem rozmiarów poszła też masa pojazdu. Jest on cięższy o 115 kg. 

### Wyposażenie
Zastosowano dwuskrzydłowe drzwi zamiast klapy bagażnika. Tym, co wyróżnia Clubmana są boczne drzwi, zamontowane tylko od strony pasażera. Samochód występował na rynku w wersjach One, One D, Cooper, Cooper S, Cooper D i Cooper SD, a także JCW. Moc silników wynosi od 90 do 211 KM. Wyposażenie auta obejmuje m.in.: 6 poduszek powietrznych, DSC (odpowiednik ESP), felgi aluminiowe (w wersjach Cooper), sportowe siedzenia. Wersje z silnikami Cooper S i SD są wyposażone w klimatyzację i skórzaną kierownicę. W opcji były montowane światła dalekosiężne montowane na przednim grillu. 

## Druga generacja

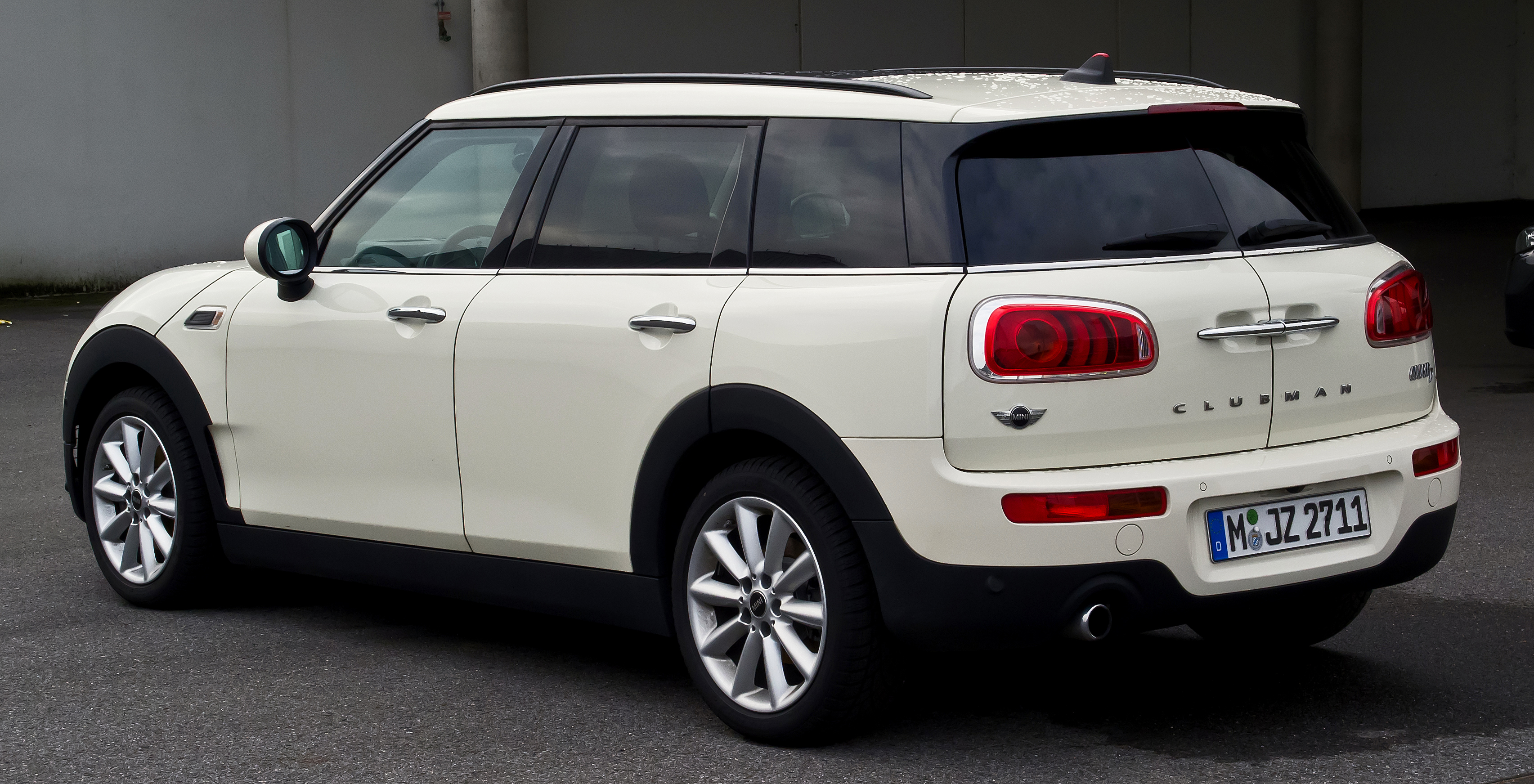
Mini Clubman II - tył

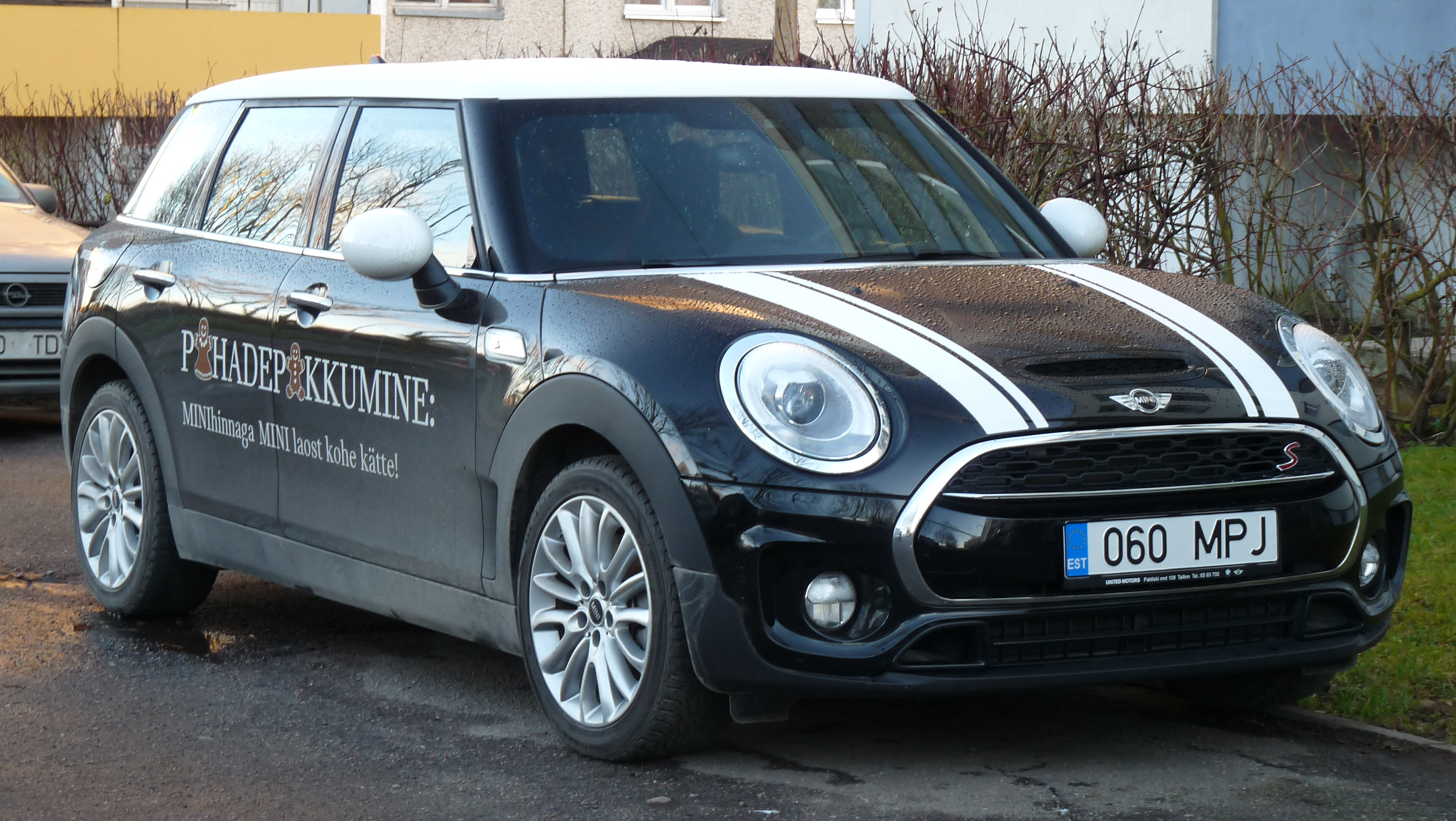
Mini Clubman II Cooper S

Mini Clubman II został zaprezentowany po raz pierwszy w 2015 roku.
Premierę drugiego wcielenia modelu Clubman potwierdziła prezentacja prototypu Clubman Concept w sierpniu 2014 roku, która zapowiedziała kluczowe rozwiązania stylistyczne. Oficjalne informacje i fotografie na temat Clubmana drugiej generacji w produkcyjnej wersji opublikowano w czerwcu 2015 roku. W porównaniu do pierwszego wcielenia, samochód przeszedł gruntowną metamorfozę i zmienił koncepcję - zamiast znajdujących się jedynie po prawej stronia nadwozia pół-drzwi otwieranych "pod wiatr" pojawiły się klasyczne, dwie pary drzwi. Jednocześnie, zachowano awangardowe rozwiązanie dzielonej, otwieranej na boki klapy bagażnika.
Clubman II został zbudowany na platformie BMW serii 2 Active Tourer, przez co stał się wyraźnie dłuższy, znacznie szerszy, a także nieznacznie wyższy. Jednocześnie, samochód dalej pełni funkcję miejskiego kombi w ofercie Mini.

### Lifting
W kwietniu 2019 roku zaprezentowano Clubmana po liftingu. Samochód otrzymał inaczej wyglądający przedni zderzak, a także inne wkłady reflektorów, nowe kolory nadwozia i zaktualizowaną listę wyposażenia. Największą zmianą są tylne lampy z wkładami w układzie flagi Wielkiej Brytanii analogicznie do innych nowych modeli marki.